# 北稜岳
北稜岳（ほくりょうだけ）は、北海道の足寄郡足寄町にある標高1,256mの山である。

## 概要
石狩山地を構成する東大雪の東端部にある山で、北は東三国山、南は喜登牛山が並ぶ。共に陸別町との境界に位置する山だが、町境が両山を直線で結んだものになったため北稜岳は町境ではなく足寄町側になった。国土地理院地形図には山名が記載されていないが、陸別町では毎年10月に町民登山会が実施されるなど地元では知られた山となっている。
山名は陸別町の山岳会「陸別北綾山岳会」が東三国山から縦走した際に前方に見つけた無名峰に山岳会名をとって名付けたものである。

## 登山
斗満川沿いの道路を進むと北稜岳山小舎がある登山口に到着する。そこからはロープ場など整備された登山道を登ると山頂へ至る。東三国山と併せて登る人もいるが、整備された道は存在しないため藪漕ぎなどを強いられる。